# Anton Hansmann
Pour les articles homonymes, voir Hansmann.
Anton Hansmann, pour l'état civil français Antonio Hansmann, né en 1821 à Cologne et mort le 6 octobre 1904 à Paris 17e, est un peintre miniaturiste prussien.

## Biographie
La biographie d'Anton Hansmann n'a pu être que partiellement reconstruite. De 1841 à 1850, il est l'élève d'Auguste Couder et de Jean-Auguste-Dominique Ingres à Paris. Entre 1850 et 1852, il entreprend un voyage en Italie, pour revenir à Paris en 1852. À partir de 1854, il exerce quelques activités publiques et privées. En 1860, il expose lors d'une exposition à l'Académie de Berlin, en 1861 au Salon de Paris et en 1863 au Salon des refusés.
En 1856, il demeure à Paris au 41, rue Saint-Georges, lorsqu'il épouse Héléna Marie Anne Courtois, le 15 octobre de cette année.
Il meurt à Paris en son domicile du 6, rue La Condamine, le 6 octobre 1904. Il est inhumé le 9 octobre au cimetière parisien de Saint-Ouen.

## Œuvres
- Versailles, musée national des châteaux de Versailles et de Trianon :
  - Timoleon d’Espinay, seigneur de Saint-Luc, maréchal de France (?–1644), 1846, d'après une peinture du XVIIe siècle, huile sur toile, 7 × 55 cm,, n° inv. MV 1049 ;
  - Christoph Willibald von Gluck (1714–1787), d'après Joseph Siffred Duplessis, huile sur toile, 74 × 56 cm, n° inv. MV 4583.

- Localisation inconnue :
  - La Vierge, l’Enfant Jésus et saint Jean, d'après Simon Vouet (Paris, AMN e)[Quoi ?] ;
  - Autoportrait, copie d'après Antoine van Dyck (Paris, AMN e)[Quoi ?] ;
  - Portrait du baron Henri de Vicq, d'après Pierre Paul Rubens (Paris, AMN e)[Quoi ?] ;
  - Portrait de sa majesté l’impératrice (Eugénie), d'après Franz Xaver Winterhalter (base Arcade b)[Quoi ?] ;
  - Mona Lisa, d'après Léonard de Vinci (Paris, AMN e)[Quoi ?] ;
  - Le Mendiant, d'après Bartolomé Esteban Murillo (Paris, AMN e)[Quoi ?].